# Paysage d'hiver (groupe)
Pour les articles homonymes, voir Paysage d'hiver (homonymie).
Paysage d'hiver est un groupe de black metal suisse, originaire de Schwarzenburg, à Berne. Le label de Paysage d'hiver est le label personnel de Tobias Möckl, Kunsthall Productions, qui produit également des groupes underground tels que Nucleus Torn et Trist.

## Biographie
Paysage d'hiver est formé à Berne en 1997 et ne compte qu'un seul membre, Tobias Möckl (alias Wintherr). Le nom de l'unique membre est un mélange entre le mot winter (« hiver » en allemand), et le nom Herr (« seigneur »), impliqué en tant que guitariste dans le groupe de black metal Darkspace. Parce qu'il ne compte qu'un seul membre dans sa formation, ce groupe a la particularité de ne jamais jouer en live.
Depuis ses débuts, le groupe publie de nombreuses démos et splits, mais n'a cependant jamais enregistré de véritable album studio. Cependant, la durée de la majeure partie des réalisations de Paysage d'hiver excède la durée d'une démo traditionnelle (des réalisations comme Einsamkeit ou Kristall und Isa dépassent l'heure). 
En 2013, Paysage d'hiver publie une nouvelle démo intitulée Das Tor. Elle est précédée par la chanson Ewig Leuchten Die Stern.
Depuis 1999, Paysage d'hiver a lancé un projet secondaire nommé Darkspace  en collaboration avec l'artiste Sun of the Blind.

## Style musical
Le style musical de Paysage d'hiver est un rappel de son nom : la production est généralement volontairement peu soignée, les guitares sont extrêmement saturées, et le chant extrêmement aigu. Pourtant, la musique suit un fil conducteur, une progression, avec une introduction et une conclusion pleines de sens. On retrouve dans quasiment toutes les chansons un sample de vents de tempête. Cependant, sur certaines réalisations (Schattengang), la musique est uniquement faite de claviers mystiques et sombres.
Les thèmes principaux des paroles du groupe ne sont autres que l'hiver, mais aussi les ténèbres, la solitude, le mysticisme et les voyages hors du corps, aussi connus sous le nom de voyages astraux. Néanmoins, les textes ne sont jamais fournis dans aucun des CD du projet.

## Discographie
- 1998 : Steineiche
- 1998 : Schattengang
- 1998 : Die Festung
- 1999 : Kerker
- 1999 : Paysage d'hiver
- 2000 : Kristall und Isa
- 2001 : Winterkälte
- 2003 : Schnee / Das Winterreich (split)
- 2004 : Paysage d'hiver / Lunar Aurora (split)
- 2004 : Nacht
- 2007 : Einsamkeit
- 2013 : Das Tor
- 2017 : Drudkh / Paysage D'Hiver (split) - Somewhere Sadness Wanders / Schnee [IV]
- 2017 : Nordlicht (2) / Paysage D'Hiver (split) - Füür Rouch Ruäss / Schnee (III)
- 2020 : Im Wald
- 2021 : Geister
- 2024 : Die Berge